# WTA Congoleum Classic 1983
WTA Congoleum Classic 1983 — жіночий тенісний турнір, що проходив на відкритих кортах з твердим покриттям у Палм-Спрінгз (США). Належав до Світової чемпіонської серії Вірджинії Слімс 1983. Тривав з 28 лютого до 6 березня 1983 року. Шоста сіяна Івонн Вермак здобула титул в одиночному розряді.

## Фінальна частина

### Одиночний розряд
Івонн Вермак —  Карлінг Бассетт 6–3, 7–5
- Для Вермак це був 1-й титул за рік і 2-й - за кар'єру.

### Парний розряд
Кеті Джордан /  Енн Кійомура —  Діанне Фромгольтц /  Бетті Стов 6–2, 6–2
- Для Джордан це був 1-й титул за рік і 20-й — за кар'єру. Для Кійомури це був 1-й титул за рік і 14-й — за кар'єру.